# Erigonoplus sengleti
Erigonoplus sengleti là một loài nhện trong họ Linyphiidae.
Loài này thuộc chi Erigonoplus. Erigonoplus sengleti được Andrei V. Tanasevitch miêu tả năm 2008.